# 鱼泉镇 (云阳县)
鱼泉镇，是中华人民共和国重庆市云阳县下辖的一个乡镇级行政单位。

## 行政区划
鱼泉镇下辖以下地区：
鱼泉社区、马槽村、燕子村、龙塆村、白果村、花楼村、建坪村、鹿鸣村、望鹿村、茨菇村、八一村、木瓜村和三星村。